# Vittorio Grigolo
Vittorio Grigolo (* 19. Februar 1977 in Arezzo) ist ein italienischer Opernsänger (Tenor). 

## Leben und Karriere
Vittorio Grigolo ist in Rom aufgewachsen. Seine erste musikalische Ausbildung erhielt er im Chor der Sixtinischen Kapelle. Im Alter von 13 Jahren sang er im Opernhaus von Rom den Hirtenknaben in Tosca. Dabei wurde Luciano Pavarotti auf ihn aufmerksam. Daraufhin studierte er fünf Jahre an der Scuola puerorum an der Sixtinischen Kapelle.
1999 hatte er sein Operndebüt in der Rolle des Don Ottavio in Mozarts Don Giovanni am Teatro Lirico di Cagliari.
2003 gab er sein Debüt an der Mailänder Scala im Eröffnungskonzert des Verdi-Jahres. Dieser Auftritt war der Ausgangspunkt seiner internationalen Karriere. Im gleichen Jahr sang er an der Scala den Tony in West Side Story, gefolgt von einer Tournee durch Japan und in den Libanon. Er wurde dann engagiert auf den Opernbühnen in Rom, Venedig, Genf, Zürich, Berlin, Hamburg, München, Valencia, Avignon, Paris, Los Angeles, New York, Washington, Sydney, Peking und an der Wiener Staatsoper.
Sein Debüt 2010 in Covent Garden, wo er in letzter Minute für den erkrankten Rolando Villazón einsprang, war zugleich sein Rollendebüt als Des Grieux in Manon von Jules Massenet. Die Inszenierung von Laurent Pelly und Grigolos Performance wurden von der englischen Presse gleichermaßen gefeiert. Tim Ashley schrieb im Londoner Guardian, Grigolo habe alles, was man für die Rolle brauche, eine Stimme, die fließt, er sehe großartig aus und habe einen natürlichen Instinkt für das Theater.
Am 21. Januar 2017 hatte eine Neuinszenierung der Oper Roméo et Juliette von Charles Gounod durch Bartlett Sher mit Grigolo in der Rolle des Roméo an der Metropolitan Opera Premiere. Die Inszenierung, die mit der Mailänder Scala und den Salzburger Festspielen koproduziert wurde, wurde weltweit in Kinosäle übertragen.
Grigolo arbeitete mit namhaften Dirigenten wie Lorin Maazel, Zubin Mehta, Riccardo Muti, Daniel Oren etc. zusammen. Zu seinem Repertoire gehören die großen Partien seines Faches, darunter Edgardo in Lucia di Lammermoor, Alfredo in La traviata, Rodolfo in La Bohème, Danilo in Die lustige Witwe, Almaviva in Der Barbier von Sevilla, Don Carlos in Don Carlos, der Herzog von Mantua in Rigoletto, Cassio in Otello, Hoffmann in Hoffmanns Erzählungen, Corrado in Il corsaro, Nemorino in L’elisir d’amore usw. Dabei sang Vittorio Grigolo an der Seite großer Sängerinnen der Zeit wie Edita Gruberová, Renée Fleming, Angela Gheorghiu, Anna Netrebko und Pretty Yende.
Neben seiner internationalen Bühnenpräsenz ist Vittorio Grigolo auch als Lied-, Konzert- und Oratoriensänger tätig. Am 28. November 2010 war er Mitwirkender bei der Adventlichen Festmusik, einem Galakonzert aus der Frauenkirche Dresden.
Seine Karriere in der Pop-Musik startete Grigolo als Mitglied von Simon Cowells Boyband Il Divo, die das Cross-Over-Album In the Hands of Love herausbrachte und die auch ein Duett mit dem walisischen Gesangsstar Katherine Jenkins enthält. Il divo erreichte 2004 Platz 1 in den UK-Classica-Charts.
Am 16. September 2011 kam sein Album Arrivederci auf den Markt.

## Belästigungsvorwürfe
Grigolo hatte im September 2019 auf einer Japanreise des Ensembles des Londoner Royal Opera House ein weibliches Chormitglied auf der Bühne belästigt. Nach der sogleich nach dem Vorfall erfolgten Suspendierung wurde er aufgrund einer anschließenden Untersuchung von seinem Vertrag entbunden; sein Verhalten sei inakzeptabel. Die New Yorker Metropolitan Opera zog ebenfalls Konsequenzen und trennte sich von Grigolo.

## Auszeichnungen
- 2007: European Border Breakers Award für “In the Hands of love”
- 2011: ECHO Klassik als "Nachwuchskünstler des Jahres"

## Diskografie
- 2006: In The Hands of Love, Sony Classica
- 2007: West Side Story, Sony Classica
- 2010: The Italian Tenor, Sony Classica
- 2011: Arrivederci, Sony Classica
- 2013: Ave Maria, Sony Classica
- 2014: The Romantic Hero, Sony Classica
- 2024: Verissimo, Sony Classica[6]

## Filmografie (Auswahl)
- 1990: Tosca von Giacomo Puccini, (Rolle: Hirtenknabe); Bühnenregie: Mauro Bolognini
- 2006: Otello von Giuseppe Verdi, (Cassio); Regie: Ángel Luis Ramírez
- 2008: La traviata im Hauptbahnhof Zürich, (Alfredo Germont); Regie: Felix Breisach
- 2010: Rigoletto a Mantova (Herzog von Mantua); Regie: Pierre Cavassilas

The Metropolitan Oper Live (TV-Serie)
- 2014: La Bohème von Giacomo Puccini, (Rolle: Rodolfo)
- 2015: Hoffmanns Erzählungen von Jacques Offenbach (Hoffmann)
- 2017: Nabucco von Giuseppe Verdi (Ismaele)
- 2017: Roméo et Juliette von Jules Massenet (Roméo)
- 2018: Tosca von Giacomo Puccini (Cavaradossi)